# Dām Rūd
Dām Rūd (persiska: دام رود) är en ort i Iran.   Den ligger i provinsen Khorasan, i den nordöstra delen av landet, 500 km öster om huvudstaden Teheran. Dām Rūd ligger 858 meter över havet och antalet invånare är 238.
Terrängen runt Dām Rūd är platt.Runt Dām Rūd är det ganska glesbefolkat, med 29 invånare per kvadratkilometer. Närmaste större samhälle är Malvand, 5,8 km söder om Dām Rūd. Trakten runt Dām Rūd är ofruktbar med lite eller ingen växtlighet.